# Åsunda härad

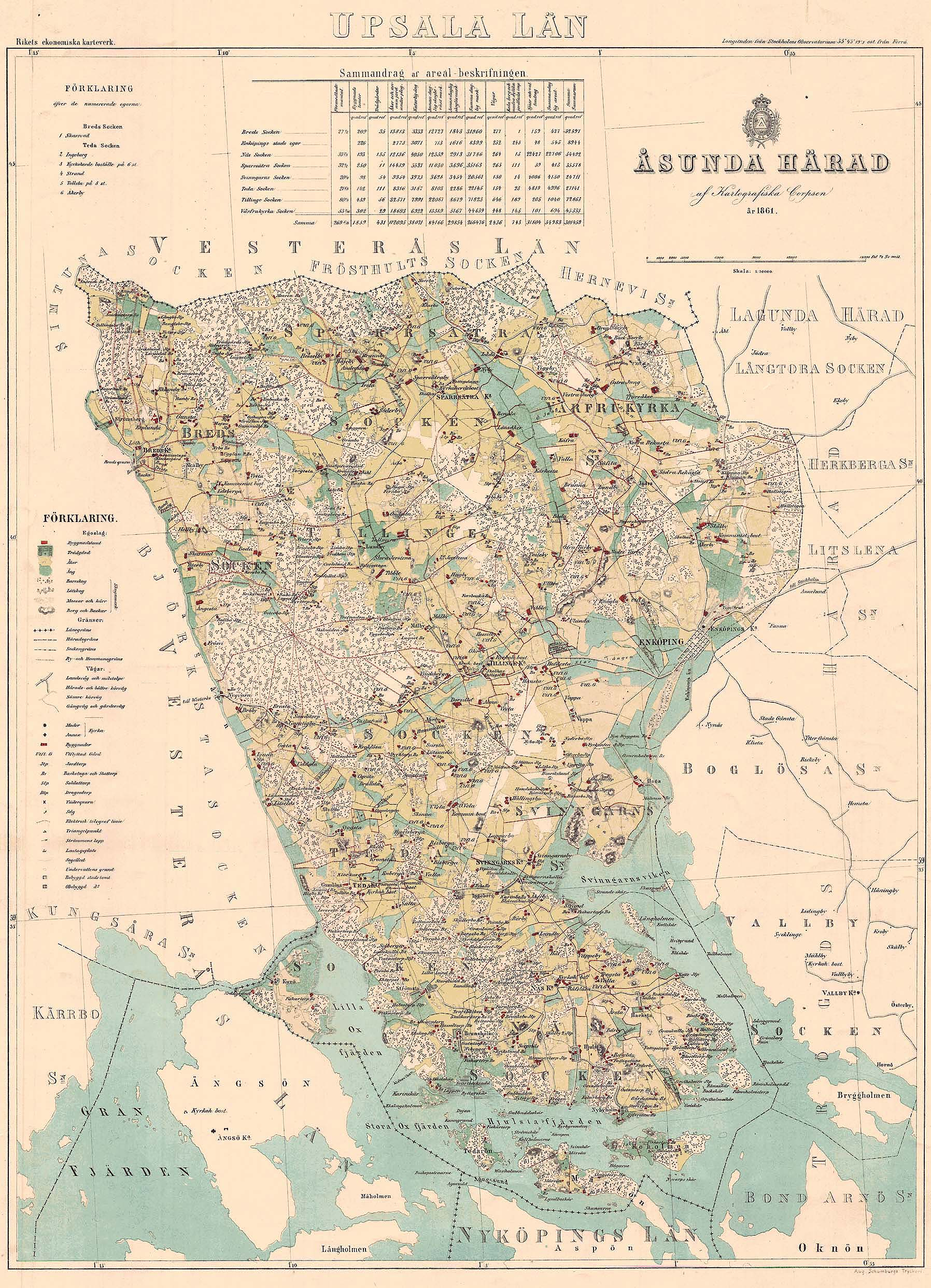
Åsunda härad år 1861

Åsunda härad var ett härad i sydvästra Uppland. Häradet var beläget i den sydvästra delen av nuvarande Enköpings kommun,  vilken är en del av Uppsala län. Den totala arealen mätte knappt 244 km² och befolkningen uppgick år 1921 till 5 636 invånare. Tingsställe har före 1803 varit flera: Enköping, Enögla i Vårfru socken, Broby i Tillinge socken och Hummelsta. Från 1803 Enköping.
I Åsundas häradsvapen ingick ett hästhuvud.

## Geografi
Åsunda härad var beläget mellan Svinnegarnsviken, som är en del av Mälaren, i öster med Oknöfjärden och de sörmländska öarna Märsön, Oknön och Tosterön i Selebo härad i söder och Sagån med gränsen mot Västmanlands län i väster. Landskapet är ett mestadels slätt, skoglöst land med låga åsar och kullar som huvudsakligen sluttar åt söder, och mindre vattendrag. Det gränsade i öst och sydöst mot Trögds härad, i nordväst mot Lagunda härad, i norr mot Torstuna härad och Simtuna härad i Västmanlands län och i väst mot Yttertjurbo härad likaledes i Västmanlands län.
Häradet hade inga köpingar eller municipalsamhällen, men låg i direkt anslutning till Enköpings stad. Den största tätorten i övrigt är idag Haga fem kilometer söder om Enköping.

### Socknar
Åsunda härad omfattade sju socknar.
- Bred
- Enköpings-Näs
- Sparrsätra
- Svinnegarn
- Teda
- Tillinge
- Vårfrukyrka

## Historia
Åsunda härad var en del av det medeltida uppländska folklandet Fjädrundaland, vars centrum och tingsplats för folklandstinget fanns i närbelägna Enköping. Häradsnamnet skrevs år 1314 som Aashundæri, och det är möjligt att namnet avser den ås där tinget historiskt hölls. Också Åsunda härads tingsplats var belägen i Enköping, närmare bestämt vid Ullunda strax väster om stadens centrum. I motsats till det lilla enet d.v.s. vägskälet i Litslena i Trögds härad var det stora enet d.v.s. Enköping beläget här. Det var här Eriksgatans östliga och västliga grenar möttes och det var här den köpstad kom att uppstå som gavs efterledet -köping som flera städer utefter resvägen hade. Enköping var förmodligen en marknadsplats redan under vikingatiden. Staden fungerade som stapelstad och var en viktig utskeppningshamn för områdena i Bergslagen. I takt med landhöjningen minskade dock stadens möjligheter att bedriva handel, och när en ny lastbrygga färdigställdes under 1600-talet vid Haga slott söder om staden, upphörde den livliga handeln. Häradets tingsplats flyttade sedermera några hundra meter österut till Enögla, vilket ligger inne i själva staden Enköping.
Söder om Enköping återfinns ruinerna efter Gröneborgs slott, som enligt en 500-årig tradition ska ha tillhört stormannen Joar Blå som lär ha levt under 1200-talet och som omnämns i Erikskrönikan. Vidare ligger i häradet ett stort antal herrgårdar samt en kungsgård i närheten av Svinnegarns kyrka. I Åsunda härad har det under åren inträffat två större slag. Det första var slaget vid Sparrsätra vilket inträffade år 1247. Här besegrades ledaren för folkungarnas uppror Holmger Knutsson av kung Erik läspe och halte. Resultatet blev ett slut på motståndet mot den stärkta centralmakten och ett definitivt inordnande av Uppland i det svenska riket. Det andra slaget var slaget vid Gataskogen vilket utkämpades i Tillinge socken den 1 mars år 1365. Slaget stod mellan exkung Magnus Eriksson och hans nyligen avsatte son Håkan Magnusson å ena sidan, och den nyligen valde kung Albrekt av Mecklenburg å andra sidan. Slaget slutade med seger för den senare vilket ledde till att denne säkrade sitt maktinnehav.

## Län, fögderier, domsagor, tingslag och tingsrätter
Häradet har från 1634 hört till Uppsala län. Församlingarna i häradet tillhör(de) Uppsala stift.
Häradets socknar hörde till följande fögderier:
- 1720-1878 Uppsala läns Andra fögderi
- 1879-1885 Uppsala läns Första fögderi
- 1886-1917 Uppsala läns södra fögderi
- 1918-1966 Trögds fögderi
- 1967-1990 Enköpings fögderi

Häradets socknar tillhörde följande domsagor, tingslag och tingsrätter:
- 1680-1903 Åsunda tingslag i
  - 1680-1689 Bro, Håbo, Trögds, Åsunda, Lagunda och Ärlinghundra häraders domsaga
  - 1689-1714 Trögds, Åsunda, Lagunda, Hagunda och Ulleråkers domsaga
  - 1715-1903 Trögds, Åsunda, Bro och Häbå häraders domsaga, från 1853 kallad Uppsala läns södra domsaga d
- 1904-1926 Åsunda tingslag i Uppsala läns södra domsaga
- 1927-1970 Trögds tingslag (för Trögds, Åsunda, Bro, Håbo och Lagunda härader) i Uppsala läns södra domsaga (Trögds, Åsunda, Bro, Håbo, Lagunda, Hagunda, Ulleråkers, Bälinge, Vaksala och Rasbo härader)

- 1971-2005 Enköpings tingsrätt (före 1980 benämnd Uppsala läns södra tingsrätt) och dess domsaga
- 2005- Uppsala tingsrätt och dess domsaga

### Webbkällor
- Nationella arkivdatabasen för uppgifter om fögderier, domsagor, tingslag och tingsrätter